# Tantō

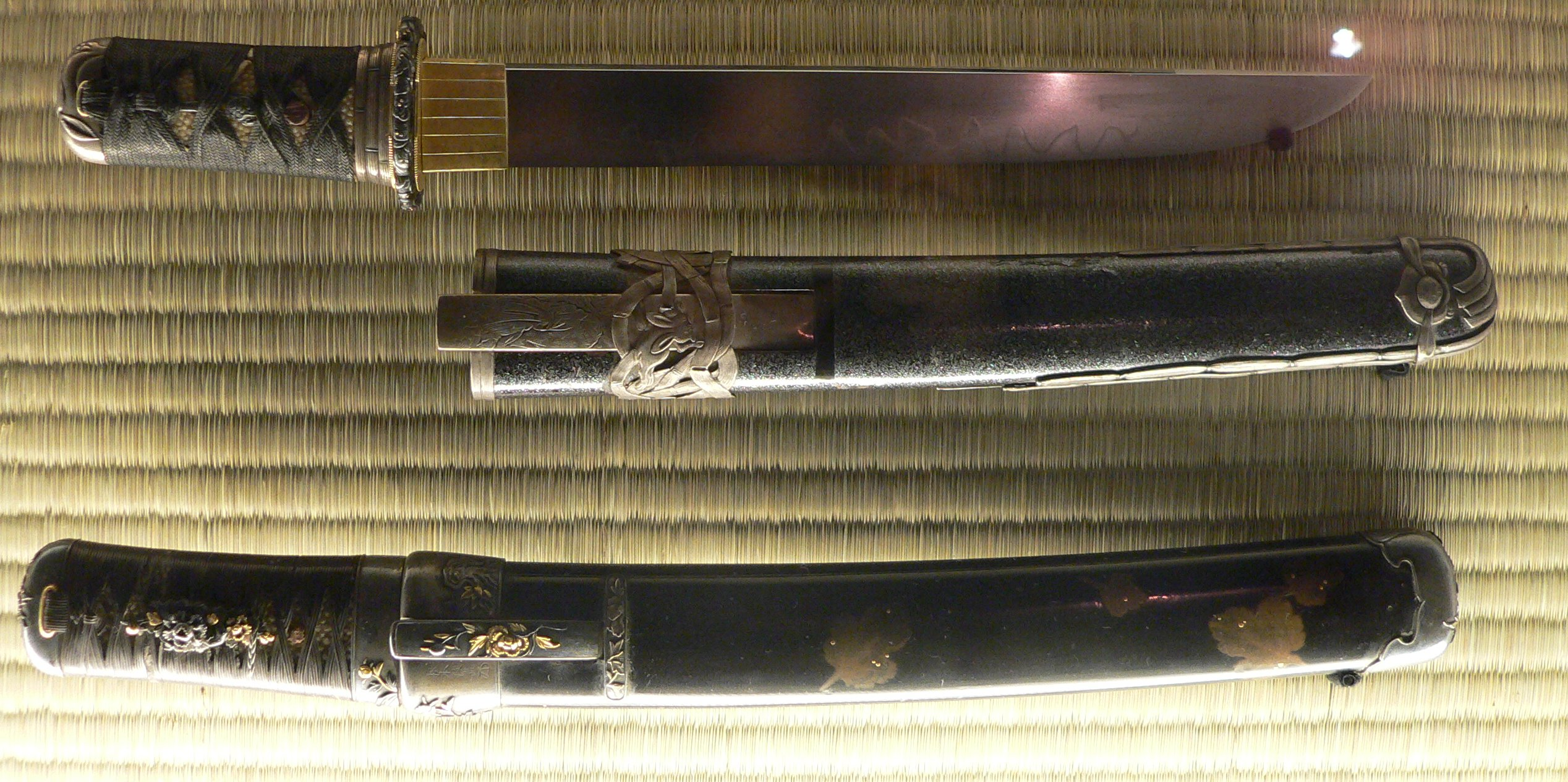
Twee tantō

Een tantō (Japans: 短刀) is een mes, afkomstig uit Japan. Het is een kleinere versie van de Wakizashi. De lengte van het wapen kan variëren tussen de 15 en 30 centimeter. Alhoewel de tantō vooral ontworpen was om mee te steken, kan hij ook gebruikt worden om maaiende bewegingen mee te maken. Hij werd oorspronkelijk gedragen door de Samurai, de tantō was geen werkmes, maar eerder een secundair wapen dat hij altijd bij zich had. Ook pleegde men seppuku met de tantō.